# Всё по-честному
«Всё по-честному» — российский художественный фильм, вышедший на экраны 29 ноября 2007 года.

## Сюжет
Главный герой, Алексей Кузнецов, занимается боксом с 12 лет. К моменту демобилизации из армии он уже становится мастером спорта по боксу. Мечта Алексея — стать чемпионом мира. Тренер Ковалёв (Алексей Маклаков) предупреждает Алексея, что не быть ему чемпионом мира из-за отсутствия таланта, но Алексей верит: любой цели можно добиться. Тренер даёт ему шанс: Алексей становится тренером, продолжает свои тренировки. Один из учеников Алексея, Вова Лепёшкин — настоящий талант, с одного удара отправляющий противника в нокаут — сын богатого отца, любитель выпить, весельчак, когда-то пару лет занимавшийся боксом, рушит все мечты Алексея.
Бой Вовы видит известный промоутер и приглашает его к себе. Не Алексею, а Вове промоутер даёт персонального тренера, стипендию и возможность пробиться «наверх». Пока Вова не продан за границу, Алексей через этого промоутера вызывает своего вчерашнего ученика на бой и начинает усиленные тренировки, но на ринге Вова без труда отправляет Алексея в нокдаун с первого же удара. Алексея бросает девушка Лера, ведь ей, будущей знаменитой актрисе, нужен успешный и богатый муж. Алексею трудно смириться с произошедшим, трудно принять, что чемпионом мира ему не быть. Алексея поддерживает лишь одноклассница Настя, работающая медсестрой. Настю совсем недавно тоже бросил разбогатевший молодой человек, потому что ему нужна девушка «другого уровня».
Прошло пять лет. Алексей и Настя женятся. Алексей работает дальнобойщиком вместе с тестем. Однажды во время рейса Алексей смотрит в грузовике боксёрский поединок, где Вова сражается за титул чемпиона мира с действующим чемпионом. Вова в девятом раунде проигрывает. Бывшая девушка Алексея, Лера, выходит замуж за актёра, с которым снимается в фильме. Алексей приходит домой, где выясняется, что их ребёнок — вундеркинд.

## В ролях
| Актёр            | Роль                          |
| ---------------- | ----------------------------- |
| Вадим Ракитин    | Алексей Кузнецов              |
| Алексей Маклаков | тренер Ковалёв                |
| Юлия Мирюкова    | Лера (девушка Алексея)        |
| Анна Назарова    | Настя (одноклассница Алексея) |
| Павел Яскевич    | Вова                          |
| Александр Ярош   | Коля сын Алексея и Насти      |